# Alfons Schneider
Wilhelmus Alphonsus (Alfons) Schneider (Antwerpen, 18 maart 1892 - Harzungen, 5 augustus 1944) was een Belgisch politicus van de BWP en BSP. Hij was burgemeester van Deurne en provincieraadslid van Antwerpen.

## Loopbaan
Schneider werd in 1921 voor het eerst verkozen tot gemeenteraadslid in Deurne. Na de gemeenteraadsverkiezingen van 1932 werd hij schepen van openbare werken. Van 1937 tot 1941 was hij burgemeester van Deurne. Toen Deurne bij Antwerpen werd gevoegd werd hij schepen van sociale zaken in Antwerpen.
Zijn ouders waren winkeliers te Antwerpen in de Korte Sint Annastraat en afkomstig van Langendernbach in Duitsland. In 1944 werd Schneider vier maanden na het Deurnese politiekorps als hoofd van de politie van Deurne opgepakt door de Duitse bezetter en gedeporteerd naar het concentratiekamp van Buchenwald.
Bij het districtshuis van Deurne staat een standbeeld van Alfons Schneider. In de Ter Rivierenwijk in Deurne werd een laan naar hem genoemd. Op 27 september 2021 werd door burgerinitiatief 'Struikelstenen Deurne' een struikelsteen geplaatst ter herdenking. Dit ter hoogte van Lundenstraat 64 in Deurne centrum.